# Hao Haidong
Hao Haidong, född 25 augusti 1970 i Qingdao, är en kinesisk före detta fotbollsspelare. Han är känd som en av de bästa anfallarna i Kinas historia och är meste målskytt för landslaget.

## Karriär
Hao Haidong startade sin karriär i Bayi och gjorde debut för klubben 1986. Efter elva år i sin moderklubb så lämnade han 1997 för dom regerande mästarna Dalian Shide.
Hans första säsong i sin nya klubb blev väldigt framgångsrik då Dalian Shide vann både den kinesiska supercupen och ligan. Han vann även skytteligan med 15 mål och blev utsedd till årets spelare. Efterföljande säsong blev lika lyckad den, med ännu en ligavinst och dessutom tog sig laget till final i AFC Champions League, där man förlorade mot sydkoreanska Pohang Steelers efter straffar. Hao Haidong var inte bara en bra målskytt, han hade även ett hett temperament. Han blev bland annat avstängd två matcher efter att ha bråkat med en motspelare, och fick en ett års lång avstängning efter att ha spottat på en domare under en match i Asiatiska cupvinnarcupen.
För Kinas landslag så gjorde Hao Haidong 107 landskamper och 41 mål. Han var även med och spelade VM 2002.

## Meriter
Dalian Shide
- Kinesiska Jia-A League: 1997, 1998, 2000, 2001, 2002
- Kinesiska FA-cupen: 2001
- Kinesiska supercupen: 1997, 2001, 2003

Individuellt
- Årets spelare i Kina: 1997, 1998
- Skytteligavinnare i Jia-A League: 1997, 1998, 2001